# NGC 4197
NGC 4197 é uma galáxia espiral (Sc) localizada na direcção da constelação de Virgo. Possui uma declinação de +05° 48' 22" e uma ascensão recta de 12 horas, 14 minutos e 38,6 segundos.
A galáxia NGC 4197 foi descoberta em 13 de Abril de 1784 por William Herschel.